# Progénitures
Progénitures est un texte de fiction de Pierre Guyotat, paru en 2000 aux éditions Gallimard.
Le texte a été écrit de 1991 à 1996, et corrigé de 1997 à 1999. Il comprend deux parties, une troisième est en cours d'élaboration.
Le livre est accompagné d'un CD de l'enregistrement des premières pages lues par l'auteur dans le cadre des Revues parlées du Centre Georges-Pompidou.